# Czas komiksu
Czas komiksu. Antologia – polski magazyn komiksowy wydawany w latach 1995-1998 w Łodzi przez wydawnictwa Viking oraz Studio M (ogółem ukazało się osiem numerów). Redaktorem naczelnym magazynu był Waldemar Jeziorski.
Na łamach Czasu komiksu publikowali najważniejsi polscy twórcy komiksu młodego pokolenia, m.in.: Krzysztof Gawronkiewicz, Przemysław Truściński, Jerzy Ozga, Sławomir Jezierski, Adrian Madej, Jakub Rebelka, Benedykt Szneider, Andrzej Janicki, Jacek Michalski, Krzysztof Ostrowski, Aleksandra Spanowicz, Grzegorz Janusz, Radosław Kleczyński, Jacek Frąś, Marek Adamik, Agnieszka Papis, Tomasz Piorunowski, Tomasz Lew Leśniak, Rafał Skarżycki,  Marek Turek i  Piotr Kowalski, a także Janusz Christa, Maciej Parowski, Jerzy Szyłak i Wojciech Birek.
W magazynie ukazywały się prace nagrodzone na Ogólnopolskim Konwencie Twórców Komiksu w Łodzi oraz inne komiksy grupy najważniejszych polskich rysowników młodego pokolenia. Część pisma przeznaczona była na publicystykę.